# Гуттен-Чапский, Кароль
Граф Ка́роль Ян Алекса́ндр Гу́ттен-Ча́пский (Karol Jan Aleksander Hutten-Czapski), в русскоязычных источниках Карл Эмерикович Чапский (15 августа 1860 — 17 января 1904) — крупный землевладелец из польско-литовского рода Гуттен-Чапских, городской голова Минска с 1890 по 1901 годы.
Владелец внушительного состояния: в Минске ему принадлежали: плодовый сад, три каменных многоэтажных и пять деревянных домов, 34,5 тысячи десятин земли в Минском и Игуменском уездах, имения Станьковский ключ: Негорелое, Прусиново, Зубаревичи, Станьково (в Станьковской библиотеке графа насчитывалось более 2,5 тысяч книг), лесная дача в урочище Цляково, имение Салленен в Курляндской губернии.
На посту главного управляющего городом Минском он провёл целых 11 лет. Это был период самых инициативных реформ хозяйства и культуры города за всю историю. Таких темпов развития город никогда не видел ни до него, ни долгий период после него. Гуттен-Чапский приложил все усилия, чтобы придать будущей столице европейский вид, красоту, порядок и солидность. Можно смело сказать, что при нём, за одно десятилетие, Минск из провинциального губернского городка стал настоящим европейским городом.

## Биография

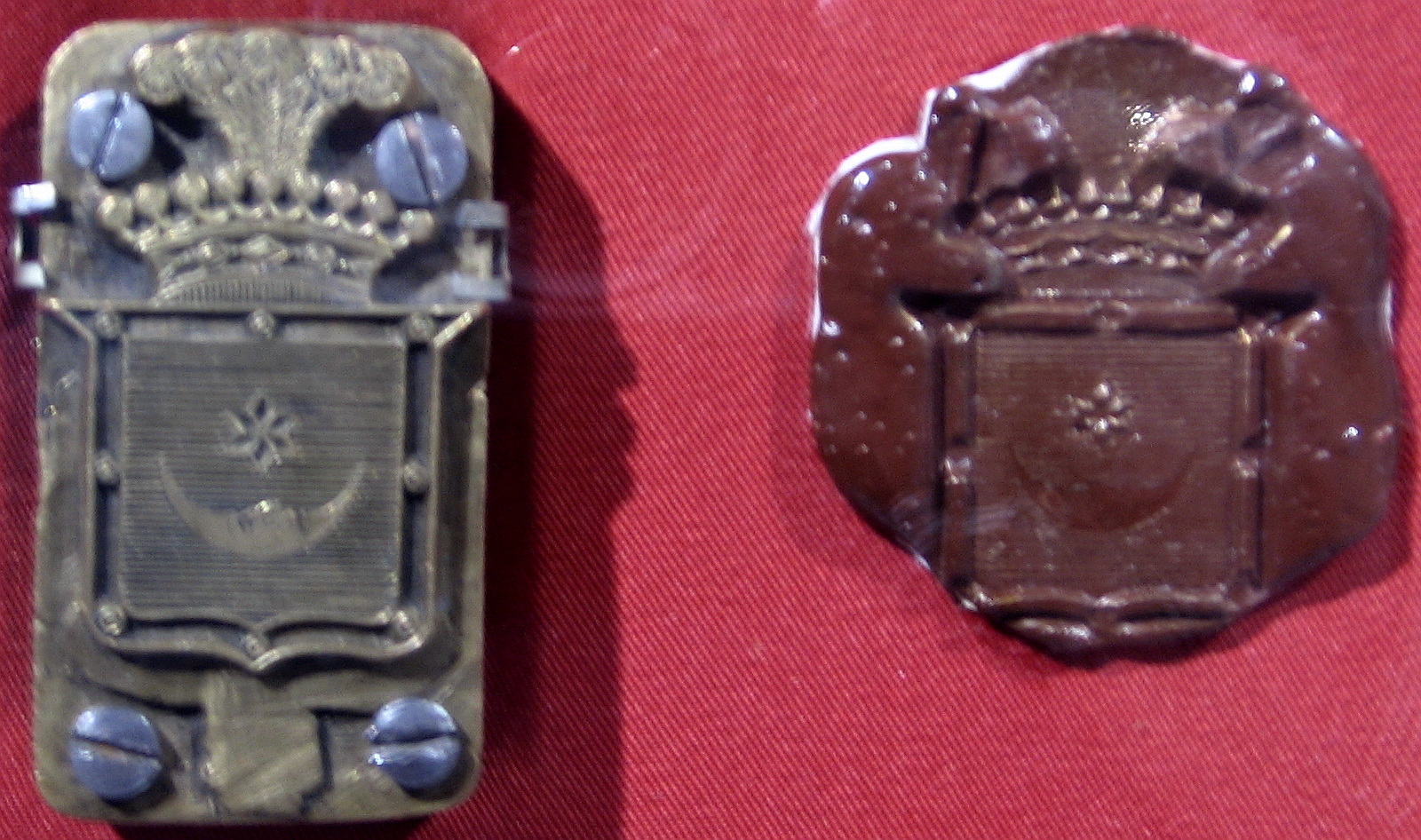
Печати графов Эмерика и Кароля Гуттен-Чапских

Родился 15 августа 1860 г. в Станьково. Крещён 6 сентября 1860 года. Учился в немецкой гимназии Святой Анны в Санкт-Петербурге, которую окончил в 1878 году. В этом же году поступил в Императорский Дерптский университет на историко-филологический факультет, который окончил в 1882 г. со степенью кандидата политэкономии и статистики. 31 мая 1884 г. был определён на службу в Министерство финансов Российской Империи и утверждён в чине коллежского секретаря. Дослужился до чина надворного советника (который получил 17 июля 1900 г.).
Уже в возрасте 30-ти лет (24.05.1890) Кароль Гуттен-Чапский заступил на должность минского городского головы. Минск в то время был губернским городом с почти 100-тысячным населением.

### Работа в должности городского головы

#### Первый срок (1890—1893)
Первым делом Кароль занялся окончанием строительства городского театра (сегодня — Национальный театр им. Я.Купалы), которое затянулось по причине недостатка средств. При его правлении горожане начали пользоваться телефоном — была построена первая на территории Беларуси телефонная станция общего пользования. В собственность города перешла часть Низкого рынка, которая до этого была во владении частных лиц.

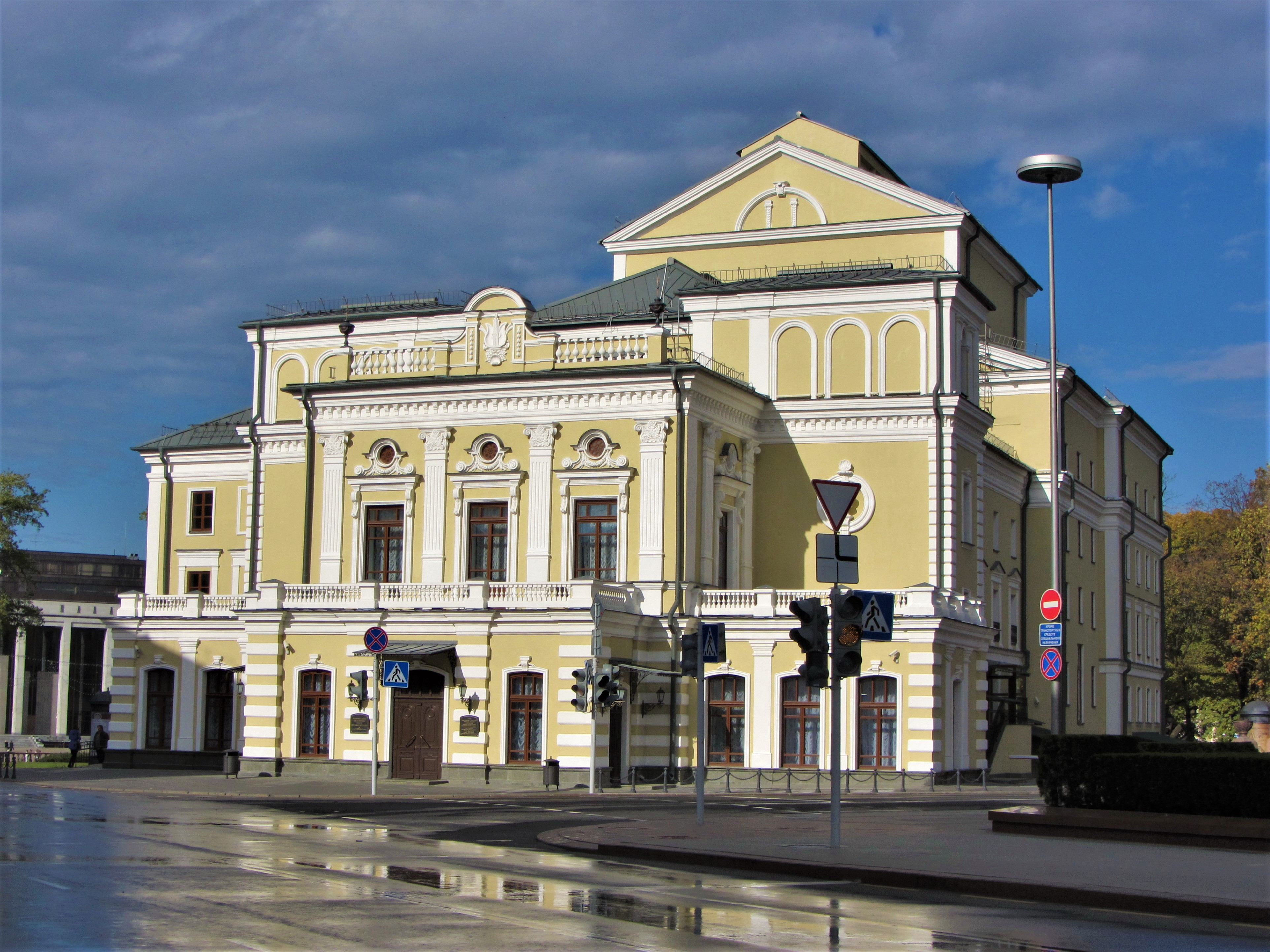
Национальный театр им. Я.Купалы

В 1891 году была приведена в порядок городская бойня животных, появился ломбард, построено 172 магазина и было наконец-то начато укрепление набережной Свислочи, приносившей до этого минчанам много хлопот во время дождей и паводков. Будучи крупнейшим землевладельцем (Каролю Гуттен-Чапскому принадлежало более 34500 десятин земли в Минском и Игуменском уездах), он всячески способствовал организации торговли жителями Игуменского уезда.
В этом же году многочисленные ремесленники из городка Игумен, расположенного в пятидесяти верстах от Минска, облюбовали для торговли созданные градоначальником торговые места на Игуменской горке и именно там предлагали минчанам самые разнообразные собственные товары, которые радовали разнообразием, качеством и ценой. Так возник Игуменский (ныне Червенский) рынок.
В 1892 году в Минске было учреждено Городское общество любителей спорта, председателем которого становится Кароль Ян Александр. Общество начало проводить соревнования по легкой и тяжелой атлетике. Известны соревнования по поднятию гирь, которые проводились на территории Игуменского рынка. Для поддержания малоимущих граждан города Карл Гуттен-Чапский подаёт ходатайство в Санкт-Петербург и получает разрешение на открытие первого в Минске городского ломбарда. В том же, 1892 году, была торжественно открыта «конка» (трамвай, который возила по рельсам запряжённая пара лошадей). Была установлена новая помповая машина, значительно повысившая мощность водопровода. Был построен приют для бездомных. В этом же году была вымощена Койдановская дорога, соединявшая город с юго-западными землями губернии и поместьем графа Гуттен-Чапского. Городское самоуправление организовало чертёжное бюро и начало осуществлять планомерный контроль городского строительства. Началось санитарное оздоровление города: проведены антихолерные мероприятия и открылся городской санитарный комитет. Санитарный комитет размещался в одном из домов К. Гуттен-Чапского. Арендная плата была установлена минимальной — 375 руб. в год.
В 1893 году был построен новый Низко-Базарный мост (современный мост через реку Свислочь, соединяющий ул. Немига и Богдановича), чтобы продолжить линию «конки» в сторону Троецкого рынка и пивоваренного завода графа Гуттен-Чапского. Семьи пожарников получили отдельные казармы. В черту города вошли земли деревень Петровщина и Сенница.

#### Второй срок (1893—1897)
В 1893 году он успешно переизбирается на второй срок. Такая высокая должность позволила ему, согласно статусу, получить чин коллежского асессора. С 1894 г. он, добровольно отказавшись от государственного жалованья, работал бесплатно.
В 1894 г. в Минске он открыл электростанцию (разрушена в 2011 году, несмотря на то, что официально являлась памятником промышленной архитектуры конца XIX века; располагалась между Белгосцирком и площадью Победы). Городское управление взяло под контроль вывоз мусора из города, выкупив у частного лица ассенизационный обоз. В связи со строительным бумом проведена инвентаризация городских земель, составлен подробный план города.
В 1895 г. было открыто ремесленное училище, для которого город приобрёл отдельное здание, а также 3-е приходское училище. В доме графа, на ул. Захарьевской, начал работать родильный приют, который получал ежегодное финансирование из городских средств. Был утверждён новый план города.
В 1896 г. появилось Минское ремесленное кредитное товарищество, которое выдавало ипотечный кредит для ремонта и строительства новых домов. Город выделил для этого общества специальное помещение для проведения аукционов и приобрёл новую электромашину.
В 1897 г. Был построен новый Ляховский мост, соединявший казённый винный склад с центром. При городской бойне построен загон для животных. Проведены антидизентерийные мероприятия.

#### Третий срок (1897—1901)
В 1897 г., на очередных выборах городского головы, граф К. Гуттен-Чапский вновь с лёгкостью одержал победу — никто даже не осмелился выдвинуть свою кандидатуру против него.
В 1898 г. был открыт госпиталь для проституток. Город приобрёл землю для добровольного пожарного общества и выкупил у частных лиц Юбилейную площадь.
В 1899 г. открылась 2-я женская гимназия (Мариинская). Начала работу бесплатная амбулатория. Получено право на выпуск облигационной задолженности. Продолжено землеустройство: составлен новый план города, приобретена земля для молочного рынка, а в черту города включено 145 десятин из пригородного поместья «Лошица» Евстаха Любанского.
В 1900 г. в Минске состоялось открытие городской публичной библиотеки. Для городской электростанции была приобретена новая динамо-машина. При ремесленном училище основана меднолитейная мастерская. Вымощена Троецкая рыночная площадь. В Соборном сквере был установлен памятник Александру II. При нём многие дороги были улучшены и вымощены. Напряжённая работа подрывает здоровье графа и он заболевает туберкулёзом. В 1900 г. городской голова два месяца провёл на отдыхе и лечился в санатории под Баденом.
В 1901 году Гуттен-Чапский основывает «Общество охраны женщин города Минска». Члены общества организовывали воскресные школы, открыли «Ясли» — дневной приют для детей рабочих, давали бесплатные юридические консультации, читали лекции. На юбилейной сельскохозяйственной и кустарно-промышленной выставке, проходившей в Минске 26 августа — 4 сентября 1901 года, как один из организаторов выставки и в то же время крупный помещик, имевший прекрасно поставленное хозяйство, он демонстрировал чистопородный крупный рогатый скот, лошадей станьковского племенного завода, овец, породистых собак, коллекцию саженцев, а также керамические изделия (кирпич, дренаж, трубы, черепицу) из собственного поместья Станьково.

## Пивзавод графа Гуттен-Чапского
В 1894 году он построил пивоваренный завод (на месте деревянной пивоварни минской мещанки Рохли Фрумкиной), оснащенный паровым двигателем и усовершенствованным оборудованием. Он построил каменный пивоваренный завод, гостиницу и другие административные здания, установил паровой котел, провёл телефон. Пиво выпускалось по немецкой рецептуре. Этот завод был включен в состав акционерного общества «Богемия», а в 1900 году был куплен семейством Лекерт, варившим на нём пиво вплоть до 1917 года. В честь основателя производства, Карла Гуттен-Чапского, в качестве пробки отливали его бюст. Сегодня это 1-й Минский пивзавод «Аливария». В честь основателя завода в 1990-х гг. было выпущено пиво под названием «Граф Чапский».

## Семья
Сочетался браком в июле 1894 года в Варшаве. Жена — Леонтина Мария Франциска, в девичестве Пусловская (1870—1965, Рим), дочь Франциска Пусловского. Имел четверых детей:
- Фабиана[5] Елизавета Франциска Леонтина Мария Юзефа (27 апреля 1895 — 1974), с 1920 года замужем за Иосифом Годлевским[4], жила в Мадриде[5].
- Елизавета Мария Регина Габриэла (26 августа 1896 — 1991)[4], в замужестве Молл. До 1924 года жила в Станьково, затем в деревне Заболотье под Прилуками[5].
- Эмерик Август Войтех (8 августа 1897 — 1979)[4], был главой семейства Гуттен-Чапских, жил в Риме, умер бездетным[5].
- Войтех Богдан Леон (16 апреля 1899 — 1937[4] или 1936, Катынь[5]).

## Награды и память
Чапский был награждён орденами Святой Анны III степени (1895 г.), Святого Станислава II степени (1896 г.), медалями. В 1894 г. Кароль председатель Минского общества помощи учащимся.
Минское губернское правление 26.03.1910 приняло решение о переименовании в его честь улицы Михайловской (сегодня улица Кирова), которая была названа улицей Кароля Чапского. В 1910-х годах была учреждена стипендия имени Карла Чапского, которая выплачивалась из специальных вкладов, завещанных графом Минской мужской правительственной гимназии.
Жалованья в год К. Э. Чапский получал 3000 рублей. Кароль владел имениями Станьково (родовое имение), Негорелое, Прусиново, Зубаревичи (что составляло в общем 8354 десятины земли, и входило в т. н. «Станьковский ключ»), а также лесной дачей в урочище Цляково Игуменского уезда и имением Салленен Курляндской губернии. Общая стоимость имущества, оставшегося после смерти графа Кароля Яна Александра Гуттен-Чапского, определена была в 1.434.915 рублей. В станьковской библиотеке насчитывалось более 20 тысяч томов книг.
Карл Гуттен-Чапский умер 17 января 1904 года в Германии, во Франкфурте-на-Майне, от туберкулёза. Похоронен в своём родовом имении в Станьково. Опекунами над малолетними детьми Кароля были Михаил Генрихович Воллович и граф Владислав Францевич Пусловский (родной брат жены покойного).
15 августа 2014 года на здании пивзавода «Аливария» установлен памятный барельеф графу Чапскому работы скульптора Павла Войницкого.